# منجي الباوندي
منجي غابرييل الباوندي (بالإنجليزية: Moungi Gabriel Bawendi) هو كيميائي تونسي-فرنسي-أمريكي(ولد في 1961- باريس) نشأ في فرنسا وتونس وغرب لافاييت، بولاية إنديانا الأمريكية هو مستشار في مبادرة الطاقة، ومن أكثر العلماء اقتباسا في العقد الاخير. حاز جائزة نوبل بالكيمياء عام 2023.

## مجموعة الأبحاث
تركز مجموعة باوندي للأبحاث بشكل كبير على دراسة النقاط الكمومية لأشباه الموصلات الغروية، مع الاهتمام المتزايد بالفلورووفورات العضوية. تنقسم مشاريع البحوث عموما إلى أربع فئات:
1. التحليل الطيفي.
2. التجميعي.
3. علم الأحياء.
4. الأجهزة.[18]

ركز البحث في المجموعة في البداية بشكل حصري على الدراسة الطيفية للنقاط الكمومية، بينما عالج التقدم الأخير العديد من التحديات في التركيب، التطبيق البيولوجي للمواد النانوية،، وبحث الخلايا الشمسية. وبالإضافة إلى ذلك، تهتم باوندي بمطيافية النقاط الكمومية المفردة مع التحليل الطيفي لجزيء واحد. تخرج من جامعة هارفارد. اعتبارا من ربيع 2008، قام بتدريس الديناميكا الحرارية والحركية إلى جانب كيث نيلسون في معهد ماساتشوستس للتكنولوجيا.